# Micro Transport Protocol
Micro Transport Protocol ou µTP (às vezes também grafado como uTP) é uma variante aberta baseada em UDP do protocolo de compartilhamento de arquivos ponto a ponto BitTorrent destinado a mitigar problemas de latência e outros problemas de controle de congestionamento encontrados no BitTorrent convencional sobre TCP, enquanto fornece entrega confiável e ordenada.
Ele foi criado para desacelerar automaticamente a taxa na qual os pacotes de dados são transmitidos entre os usuários do compartilhamento de arquivos ponto a ponto Bittorrent quando esta interfere em outros aplicativos. Por exemplo, o protocolo deve permitir automaticamente o compartilhamento de uma linha ADSL entre um aplicativo BitTorrent e um navegador da web.

## Desenvolvimento
O µTP surgiu de pesquisas na Internet2 sobre QoS e transporte em massa de alto desempenho, foi adaptado para uso como protocolo de transporte em plano de fundo pela Plicto, que foi fundada por Stanislav Shalunov e mais tarde foi adquirida pela BitTorrent, Inc. em 2006 e desenvolvida posteriormente seu novo dono. Foi introduzido pela primeira vez nos ramos beta do µTorrent 1.8.x e publicado nas versões alfa do µTorrent 1.9.
A implementação do µTP usada no µTorrent foi posteriormente disponibilizada como a biblioteca "libutp" e publicada sob a Licença MIT.
O primeiro cliente livre a implementar o µTP foi o KTorrent 4.0. O libtorrent implementa o µTP desde a versão 0.16.0 e é usado no qBittorrent desde 2.8.0. O Tixati implementa o µTP desde a versão 1.72. O Vuze (antigo Azureus) implementa o µTP desde a versão 4.6.0.0. O Transmission implementa o µTP desde a versão 2.30.